# Bernard Gaida

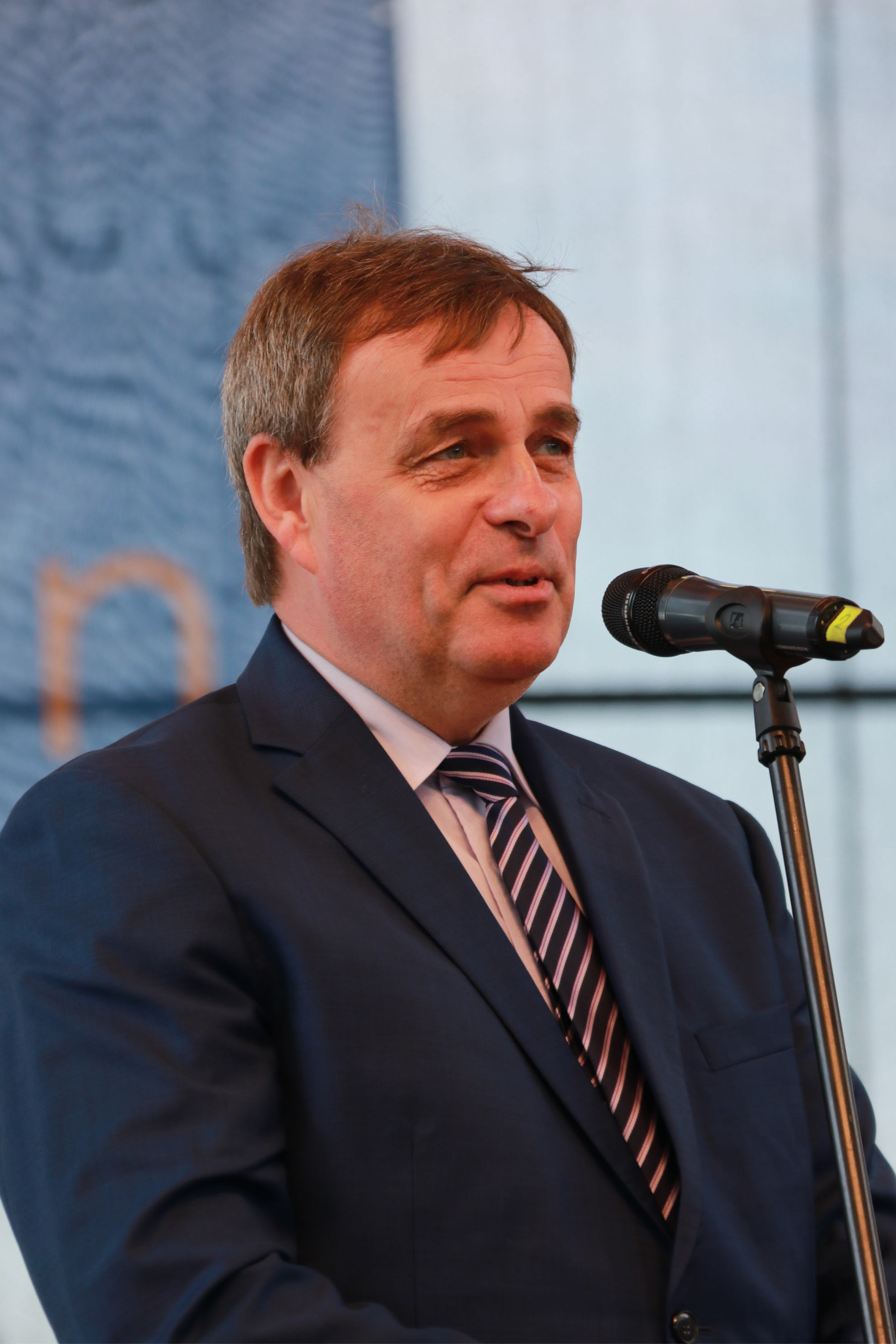
Bernard Gaida (2018)

Bernard Józef Gaida (* 10. September 1958 in Guttentag, Polen) ist ein Unternehmer und Politiker der Deutschen Minderheit in Polen. Von 2009 bis 2022 war er Vorsitzender des Verbandes der deutschen sozial-kulturellen Gesellschaften in Polen (VDG), sowie seit 2016 Sprecher der Arbeitsgemeinschaft Deutscher Minderheiten.

## Leben und Wirken
Nach dem Besuch des Lyzeums in Guttentag studierte Gaida in Posen an der Fakultät für Holztechnologie (Naturwissenschaftliche Universität) und an der Päpstlichen Fakultät für Theologie (Adam-Mickiewicz-Universität). Gaida ist Gründer der Firmen AUH Gaber und Gaber Plus.
Seit 1990 ist er aktiv in der Sozial-Kulturellen Gesellschaft der Deutschen im Oppelner Schlesien (SKGD) und in der Verwaltung Guttentags beteiligt. 1993 war Gaida Mitbegründer der lokalen Zeitschrift Echo Dobrodzienia i Okolic. 2004 wurde Gaida mit der Silbernen Rose der Stadt Guttentag ausgezeichnet. 2007 wurde er zum Vizevorsitzenden der SKGD gewählt.
Am 11. Mai 2009 wurde Gaida zum Vorsitzenden des Verbandes der deutschen sozial-kulturellen Gesellschaften in Polen (VDG) gewählt und löste Henryk Kroll ab. 2011 wurde Gaida mit dem Silbernen Verdienstkreuz der Republik Polen ausgezeichnet. Am 7. Dezember 2013 wurde Bernard Gaida als Vorsitzender der VDG wiedergewählt.
Am 20. Juni 2015 erhielt Bernard Gaida zusammen mit Ryszard Galla in der Deutschen Botschaft Warschau das Bundesverdienstkreuz.
Am 9. November 2016 wurde Gaida in Berlin zum Sprecher der Arbeitsgemeinschaft Deutscher Minderheiten (AGDM) gewählt. Am 19. Mai 2018 wurde Gaida zum dritten Mal zum Vorsitzenden der VDG gewählt. Seit 2022 ist Bernard Gaida als Vizepräsident der FUEN tätig.
Für die Arbeit der Arbeitsgemeinschaft Deutsche Minderheiten (AGDM) in der Föderalistischen Union Europäischer Nationalitäten (FUEN) wurde er 2022 mit der Ehrenplakette des Bundes der Vertriebenen aufgezeichnet.